# 萊昂斯 (內布拉斯加州)
萊昂斯（英語：Lyons）是位於美國內布拉斯加州伯特縣的城市。

## 人口
根據2020年美國人口普查的數據，萊昂斯的面積為1.79平方千米，當中陸地面積為1.77平方千米，而水域面積為0.02平方千米。當地共有人口824人，而人口密度為每平方千米460人。